# Cecidomyia albilabris
Cecidomyia albilabris är en tvåvingeart som först beskrevs av Johannes Winnertz 1853.  Cecidomyia albilabris ingår i släktet Cecidomyia och familjen gallmyggor.
Artens utbredningsområde är Tyskland. Inga underarter finns listade i Catalogue of Life.